# Entre Terre et Ciel
Entre Terre et Ciel est une série documentaire sur l'astronomie, en 30 épisodes de 26 minutes, présentée par Serge Brunier et diffusée sur Arte. Elle compte deux saisons.

## Diffusion
Arte diffuse deux épisodes en août 2013 à l'occasion des Nuits des étoiles, puis trois épisodes en août 2014, toujours dans le cadre des Nuits des étoiles.
La première saison est diffusée dans son intégralité (20 épisodes) à partir du 1er septembre 2014 du lundi au vendredi, toujours sur Arte.
La diffusion de la deuxième saison (10 épisodes) débute le 25 mai 2015 au rythme d'un épisode par jour, sauf le weekend. La première saison est rediffusée dans la foulée.
Dans le cadre des Nuits des étoiles 2015, 4 épisodes (1 de la première saison et 3 de la deuxième saison) sont rediffusés sur Arte le 8 août 2015.

## Synopsis
Dans chaque épisode, Serge Brunier se rend dans les hauts lieux de l'astronomie mondiale (observatoires astronomiques ou sites naturels). Il y rencontre des astronomes, professionnels ou amateurs, des scientifiques, des techniciens, qui expliquent leur travail, présentent des notions d'astronomie et les découvertes importantes réalisées en ces lieux.

## Saison 1

### Épisodes
| Titre                                             | Réalisateur           | Date de première diffusion | Lieux visités | Notions présentées |
| ------------------------------------------------- | --------------------- | -------------------------- | --- | --- |
| Les Canaries, le soleil sous surveillance         | Bruno Bucher          | 10 août 2013               | Parc national de la Caldeira de Taburiente Observatoire du Roque de los Muchachos Observatoire du Teide                                             | Flore de l'île de La Palma Soleil |
| Svalbard, le pays des aurores boréales            | Éric Turpin           | 10 août 2013               | Observatoire Kjell-Henriksen EISCAT | Aurores boréales Champ magnétique terrestre |
| Hawaï, le chant des étoiles                       | Stéphane Corréa       | 2 août 2014                | Observatoires du Mauna Kea CFHT Institut d'astronomie de l'Université de Hawaï                                                                      | Navigation polynésienne Galaxie, Univers Matière noire, énergie noire                                                                            |
| Pic du Midi, la météo des planètes                | Éric Turpin           | 2 août 2014                | Cirque de Gavarnie Observatoire du Pic du Midi | Météorologie Atmosphère des planètes Système solaire                                                                                             |
| Paris, les astronomes géomètres                   | Pierre Bourgeois      | 2 août 2014                | Observatoire de Paris | Méridien de Paris, Carte de Cassini Anneaux de Saturne, Titan (lune) Découverte de Neptune Astrométrie, Carte du Ciel                            |
| La baie de Fundy, de la Terre à la Lune           | Jean-Philippe Urbach  | 3 septembre 2014           | Baie de Fundy | Marées, gravitation, Lune |
| Arecibo, un télescope dans la jungle              | Pierre-François Didek | 5 septembre 2014           | Vieques (Mosquito Bay) Radiotélescope d'Arecibo | Bioluminescence Radioastronomie Astéroïdes Pulsar                                                                                                |
| Chili, les astronomes de l'extrême                | Pierre-François Didek | 9 septembre 2014           | San Pedro de Atacama San Pedro de Atacama Celestial Exploration (S.P.A.C.E) Atacama Large Millimeter Array                                          | Constellations de l'hémisphère sud Mythologie des indiens Atacama Observation millimétrique Nuages de gaz et de poussières Naissance des étoiles |
| Namibie, le safari céleste                        | Véronique Preault     | 10 septembre 2014          | Réserve Okapuka High Energy Stereoscopic System | Constellations et mythes des bushmen Astronomie gamma, Effet Vavilov-Tcherenkov, Sursaut gamma, WIMPs                                            |
| Comètes, les archives du système solaire          | Étienne De Clerck     | 11 septembre 2014          | Pico Veleta Centre européen d'opérations spatiales DLR, Brème                                                                                       | Comète Rosetta (sonde spatiale) |
| Inde, le maharaja astronome                       | Danièle Richard       | 12 septembre 2014          | Jantar Mantar (Delhi et Jaipur) Université hindoue de Bénarès                                                                                       | Astronomie hindoue, astrologie |
| Californie, l'univers après Hubble                | Frédéric Febvre       | 15 septembre 2014          | Observatoire Griffith Observatoire du Mont Wilson Observatoire du Mont Palomar Carnegie Institution California Institute of Technology              | Expansion de l'Univers, Big Bang Fond diffus cosmologique                                                                                        |
| Californie, à l'écoute des extraterrestres        | Frédéric Febvre       | 16 septembre 2014          | Parc national volcanique de Lassen Allen Telescope Array Observatoire Lick Institut SETI (San Francisco)                                            | Recherche de vie intelligente extraterrestre, Exobiologie                                                                                        |
| L'univers des astronomes amateurs                 | Jean-Philippe Urbach  | 17 septembre 2014          | Observatoire de Saint-Véran | Astronomie amateur |
| Inde, le destin des étoiles                       | Danièle Richard       | 18 septembre 2014          | Jaisalmer, Désert du Thar Giant Metrewave Radio Telescope Tata Institute of Fundamental Research                                                    | Vie et mort des étoiles, Supernova, Naines blanches                                                                                              |
| Mont Graham, les astronomes de la montagne sacrée | Étienne De Clerck     | 19 septembre 2014          | Réserve indienne de San Carlos Observatoire international du Mont Graham                                                                            | Culture des Apaches Trou noir supermassif au centre de la Voie lactée, Event Horizon Telescope Premières étoiles de l'univers                    |
| Galilée, le messager céleste                      | Pierre Bourgeois      | 22 septembre 2014          | Université de Padoue, église de l'Arena de Padoue Arsenal de Venise, Campanile de Saint-Marc Santa Maria del Fiore(Florence) Observatoire d'Arcetri | Naissance de l'astronomie moderne |
| Hawaï, l'observatoire du climat                   | Stéphane Correa       | 24 septembre 2014          | Observatoire du Mauna Loa | Climatologie, volcanisme |
| Chili, le désert des astronomes                   | Pierre-François Didek | 25 septembre 2014          | Observatoire du Cerro Paranal Cerro Armazones | Les télescopes géants, interférométrie, optique adaptative                                                                                       |
| Arizona, la route des météores                    | Étienne De Clerck     | 26 septembre 2014          | Kuiper Space Sciences Building (Université d'Arizona) Meteor Crater Catalina Sky Survey                                                             | Météorites, Objets géocroiseurs |

### Fiche technique
- Auteurs : Serge Brunier, Bruno Bucher
- Réalisateurs : voir ci-dessus
- Présentateur : Serge Brunier
- Durée : 20 × 26 minutes
- Année de production : 2013-2014
- Sociétés de production : Point du Jour, Arte France, Universcience
- Producteur : Igor Ochronowicz
- Musique : Marc Perier
- Partenariats : Observatoire de Paris, CNES, CEA[2]

La production a duré 18 mois en écriture, tournage et montage. Chaque épisode a été tourné en une semaine.

## Saison 2

### Épisodes
| Titre                                   | Réalisateur                     | Date de première diffusion | Lieux visités | Notions présentées                                                                                          |
| --------------------------------------- | ------------------------------- | -------------------------- | --- | --- |
| Hubble, un télescope dans l'espace      | Étienne De Clerck               | 25 mai 2015                | Musée de l'Air et de l'Espace (Washington) NASA Goddard Space Flight Center Space Telescope Science Institute                                    | Constante de Hubble Énergie sombre Champ profond de Hubble                                                  |
| Chili, à la recherche des exoplanètes   | Jean-Philippe Urbach            | 26 mai 2015                | Observatoire de La Silla (Télescope de 3,6 mètres de l'ESO et télescope Leonhard Euler) Observatoire Gemini South Observatoire de Haute-Provence | Exoplanètes                                                                                                 |
| Australie, histoire de la vie sur Terre | Pierre-François Didek           | 27 mai 2015                | Australian Centre for Astrobiology Havre Hamelin (Baie Shark)                                                                                    | Origine de la vie Biodiversité Exobiologie                                                                  |
| Isaac Newton, l'univers en équation     | Pierre Bourgeois                | 28 mai 2015                | Trinity College (Cambridge) Woolsthorpe (maison natale de Newton) Musée Whipple d'histoire des sciences Royal Society                            | Spectroscopie Gravitation Télescope de Newton                                                               |
| Chili, au cœur de la Voie lactée        | Jean-Philippe Urbach            | 29 mai 2015                | Observatoire de Las Campanas (Télescopes Magellan) Observatoire de Besançon                                                                      | Voie lactée, Population stellaire, Supernova, Trou noir supermassif Groupe local Fusion de galaxies         |
| Mars, à la recherche de la vie          | Étienne De Clerck               | 1er juin 2015              | Green River (Utah) Jet Propulsion Laboratory Mars Desert Research Station (San Rafael Swell, Utah)                                               | Mars (planète) Exploration de Mars, Mars Science Laboratory Colonisation de Mars, Mars Society              |
| Einstein reconstruit l'univers          | Éric Turpin                     | 2 juin 2015                | Alexanderplatz (Berlin) Institut Leibniz d’astrophysique de Potsdam Maison d'Einstein (Caputh) Interféromètre VIRGO                              | Relativité restreinte, Relativité générale Lentille gravitationnelle Équation E=mc2 Onde gravitationnelle   |
| Kourou, la porte vers les étoiles       | Nicolas Cennac                  | 3 juin 2015                | Centre spatial guyanais | Lanceurs spatiaux, Ariane 5 Vol spatial habité                                                              |
| Au plus près du Big Bang                | Stéphane Corréa et Bruno Bucher | 4 juin 2015                | Large Hadron Collider Institut de physique nucléaire de Lyon Planétarium d'Épinal                                                                | Particules élémentaires Antimatière Fond diffus cosmologique Expansion de l'Univers Mur de Planck Multivers |
| Australie, l'énigme des quasars         | Pierre-François Didek           | 5 juin 2015                | Parc national Ku-ring-gai Chase Observatoire de Parkes                                                                                           | Ciel des Aborigènes d'Australie Radioastronomie Quasar Trou noir supermassif                                |

### Fiche technique
- Auteurs : Serge Brunier, Bruno Bucher, Anaïs van Ditzhuyzen
- Réalisateurs : voir ci-dessus
- Présentateur : Serge Brunier
- Durée : 10 × 26 minutes
- Année de production : 2015
- Sociétés de production : Point du Jour, Arte France, Universcience
- Producteur : Igor Ochronowicz
- Musique : Marc Perier
- Partenariats : Observatoire de Paris, CNES, CEA